# Руша (приток Элнати)
Руша — река в России, протекает большей частью в Любимском районе Ярославской области, исток находится в Буйском районе Костромской области. Устье реки находится в 1 км по левому берегу реки Элнати от её устья. Длина реки — 11 км.
Сельские населённые пункты около реки: Буйский район — Великушка; Любимский район — Дор, Филиппово, Ключевая, Тетерино.
Пересекает железную дорогу Данилов — Буй.

## Данные водного реестра
По данным государственного водного реестра России относится к Верхневолжскому бассейновому округу, водохозяйственный участок реки — Кострома от истока до водомерного поста у деревни Исады, речной подбассейн реки — Волга ниже Рыбинского водохранилища до впадения Оки. Речной бассейн реки — (Верхняя) Волга до Куйбышевского водохранилища (без бассейна Оки).
Код объекта в государственном водном реестре — 08010300112110000012656.